# دومينيكو لوسوردو
دومينيكو لوسوردو (14 نوفمبر 1941 - 28 يونيو 2018) كان مؤرخًا وكاتب مقالات وفيلسوفًا ماركسيًا وسياسيًا شيوعيًا إيطاليًا. ولد في 14 نوفمر 1914 وتوفي في 28 يونيو 2018 بمدينة أنكونا بإيطاليا.